# Eduardas Mieželaitis
Eduardas Mieželaitis (ur. 3 października 1919 we wsi Kareiviškai w powiecie Joniškis, zm. 6 czerwca 1997 w Wilnie) – litewski poeta, tłumacz, eseista i publicysta.

## Życiorys
Był synem rolnika i wiejskiej nauczycielki. Od 1923 mieszkał z rodzicami w Kownie, gdzie od 1935 uczył się w gimnazjum, po ukończeniu którego w 1939 rozpoczął studia na Wydziale Prawnym Uniwersytetu Witolda Wielkiego w Kownie, przeniesionego zimą 1940 do Wilna. Od 1934 działał w nielegalnej młodzieżowej organizacji komunistycznej, od 1935 publikował wiersze. W czerwcu-lipcu 1940 brał aktywny udział w ustanawianiu władzy radzieckiej na Litwie, od lata 1940 pracował w redakcji gazety "Komjaunimo tiesa" (litewska edycja językowa "Komsomolskiej prawdy"). Po ataku Niemiec na ZSRR został ewakuowany do Nikolska w obwodzie penzeńskim, gdzie pracował w fabryce "Krasnyj Gigant". W 1942 został zmobilizowany do Armii Czerwonej, a w 1943 skierowany na front jako korespondent wojenny gazety dywizyjnej 16 Litewskiej Dywizji Piechoty na Froncie Briańskim, Centralnym i 1 Nadbałtyckim. W 1944 odwołano go z armii i skierowany do pracy w organach Komsomołu, 1944-1946 był sekretarzem KC Komsomołu Litwy, równocześnie z pracą w Komsomole pisał wiersze. Później został redaktorem komunistycznego pisma "Jaunimo gretos", potem pisma "Zwiezda" (do 1951). Od 1951 zajmował się działalnością literacką. Od 1954 był sekretarzem, a od 1959 do 1970 prezesem Związku Pisarzy Litewskiej SRR. W latach 60. opublikował wiele tomów poezji. Od 1943 do 1991 należał do WKP(b)/KPZR, 1960-1989 był członkiem KC Komunistycznej Partii Litwy, 1962-1970 deputowanym do Rady Najwyższej ZSRR, 1955-1963 deputowanym, a 1975–1989 zastępcą przewodniczącego Prezydium Rady Najwyższej Litewskiej SRR. W latach 1989–1991 był deputowanym ludowym ZSRR. W przeciwieństwie do większości litewskich twórców nigdy nie porzucił swoich komunistycznych przekonań i kategorycznie odcinał się od litewskich działaczy narodowych, którzy doprowadzili do uzyskania niepodległości przez Litwę, i nigdy nie kajał się za swoją pracę i działalność w czasach radzieckich. Tworzył lirykę patriotyczno-refleksyjną, pejzażową (m.in. zbiór Człowiek 1961, wyd. pol. 1964), a także poezje dla dzieci. Tłumaczył utwory M. Gorkiego, A. Mickiewicza i A. Puszkina. Pisał również eseje. Polskie wybory jego twórczości ukazały się w zbiorach Poezje wybrane (1971) i Jesienna róża (1977).

## Odznaczenia
- Medal Sierp i Młot Bohatera Pracy Socjalistycznej (27 września 1974)
- Order Lenina (dwukrotnie, 1 października 1965 i 27 września 1974)
- Order Rewolucji Październikowej (1 października 1979)
- Order Czerwonego Sztandaru Pracy (dwukrotnie, 16 marca 1954 i 3 października 1969)
- Order Czerwonej Gwiazdy (2 lipca 1945)
- Order Przyjaźni Narodów (16 listopada 1984)

I medale.